# Castel d'Enna
Castel d'Enna (Schloss Enn in tedesco), è un castello presso Montagna in provincia di Bolzano.

## Storia e descrizione

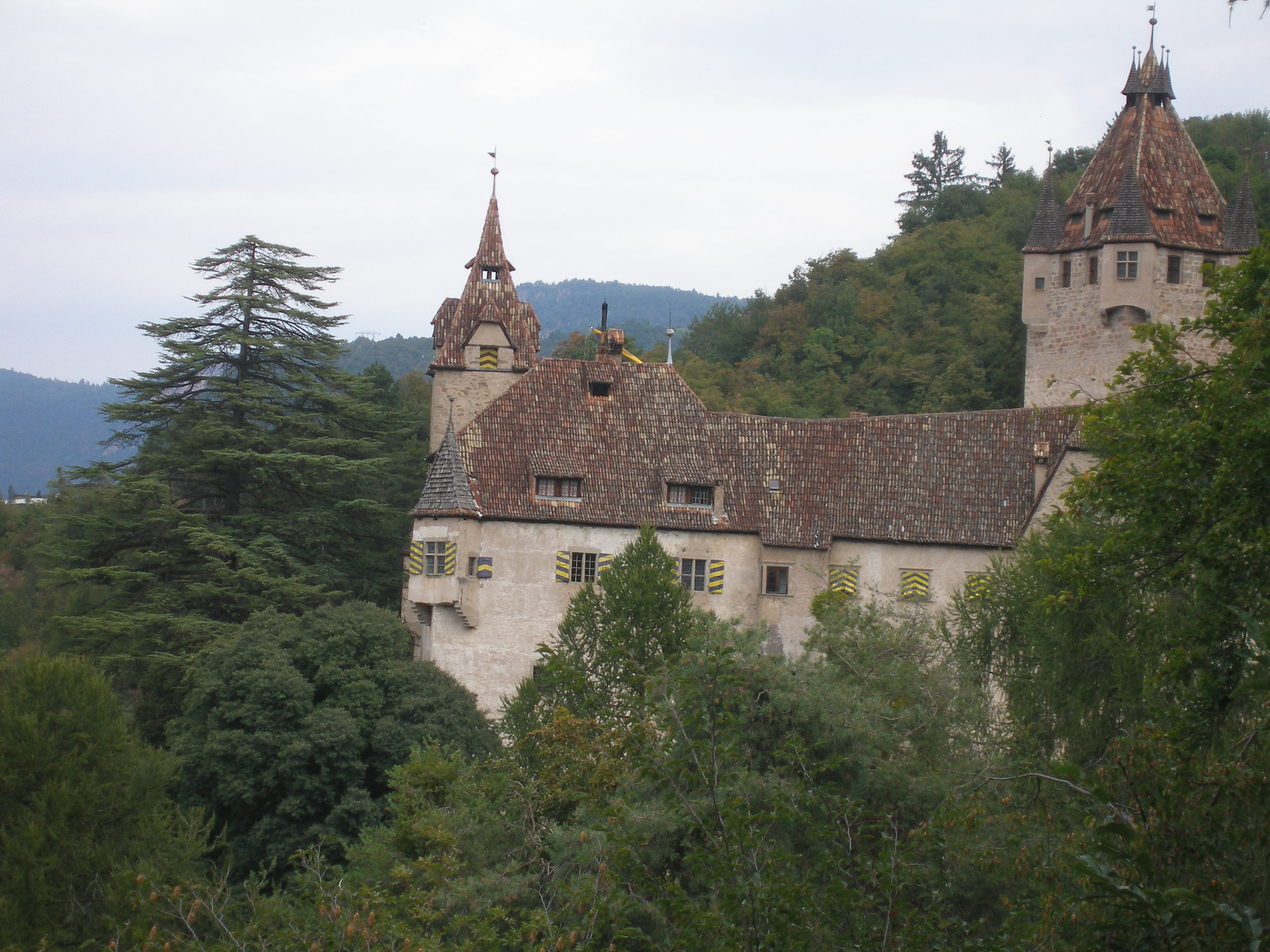
Veduta del castello

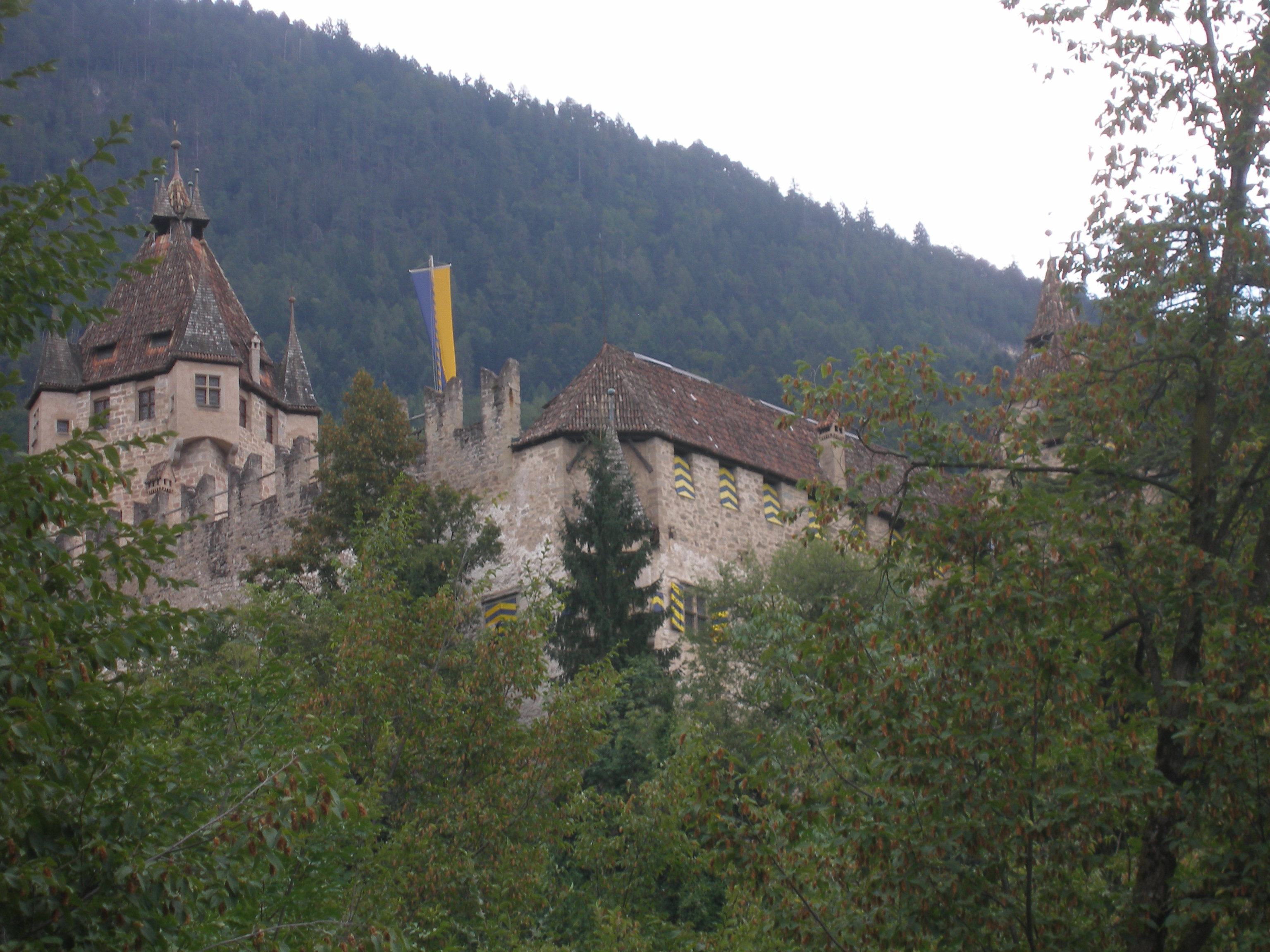
Altra veduta

Ha origine attorno al XII secolo, nato come tante altre fortezze locali dell'epoca come castello-recinto, contenente verosimilmente un palazzo baronale.
Il castello all'inizio del XVI secolo apparteneva a Blasius Anich, giudice distrettuale di Egna, e fu modificato su imposizione diretta dell'imperatore Massimiliano. Queste modifiche riguardavano il portone interno, la cappella, gli angoli dei fabbricanti, alcune stanze interne e le pareti dei locali (che ricevettero un rivestimento ligneo). Inoltre fu anche rifatta la sala grande, mantenutasi inalterata fino ad oggi.
Nell'anno 1648 è passato dai signori d'Enn alla nobile famiglia Zenobio Albrizzi di Venezia, che ancora oggi ne è proprietaria. Anche per questo motivo, solitamente il castello non è visitabile, a parte un giorno all'anno, in cui in una serata di metà agosto viene organizzato un evento pubblico all'interno dell'edificio, per far suonare la banda del locale comune.
Solamente nel 1880 l'edificio fu sottoposto ad un profondo restauro in stile neogotico, su progetto dell'architetto Otto Schmid. Questi lavori cambiarono molto l'aspetto dell'edificio, aggiungendo alcune torrette, erker, guglie, pinnacoli, abbaini, la cinta esterna e il mastio.
Il castello possiede un importante archivio storico, risalente al Quattrocento, che oggi si trova parzialmente depositato presso il Palazzo Albrizzi in Venezia.